# Шапіївка
Шапії́вка (колишня назва — Чепіївка) — село в Україні, у Сквирській міській громаді Білоцерківського району Київської області. Населення становить 455 осіб.

## Географія
Географічні координати: 49°39' пн. ш. 29°36' сх. д. Часовий пояс — UTC+2. Загальна площа села — 3,06 км².
Шапіївка розташована за 10 км від центру громади міста Сквира. Найближча залізнична станція — Попільня, за 40 км. Через село протікає річка Березнянка.

## Історія
У документах XVIII століття згадується як село Чепіївка. До 1813 року поселення перебувало у власності графів Любовицьких, а з 1852 року — їхнього родича Пашковського. Цього ж року Шапіївку придбав Залеський, а після його смерті 1855 року село перейшло до сина Франка.
1854 року було збудовано церкву Воскресіння Христового.
У 1932–1933 роках Шапіївка постраждала від голодомору. За свідченнями очевидців кількість померлих склала близько 200 осіб.
Жертвами сталінських політичних репресій у 1930-х роках стали щонайменше вісім жителів села:
Список політично репресованих жителів села:
| № | ПІБ                           | Коротка інформація |
| - | ----------------------------- | --- |
| 1 | Грисюк Онуфрій Іванович       | нар. 1872, уродженець Шапіївки, українець, малописьменний. Проживав у Шапіївці, селянин-одноосібник. Особливою Нарадою при Колегії ДПУ УСРР 30 листопада 1931 року виселений на 3 роки за межі України (умовно). Реабілітований у 1989 році.                                                                    |
| 2 | Дробушко Василь Семенович     | нар. 1898, уродженець Шапіївки, українець, освіта початкова. Проживав у Шапіївці, робітник Шамраївського цукрового заводу. Трійкою при УНКВС по Київській області 15 жовтня 1937 року засуджений до розстрілу. Вирок виконано 25 жовтня 1937 року. Місце поховання невідомо. Реабілітований у 1989 році.        |
| 3 | Омельчук Василь Тихонович     | нар. 1915, уродженець Шапіївки, українець, малописьменний. Проживав у Шапіївці, колгоспник. Трійкою при УНКВС по Київській області 11 жовтня 1937 року засуджений до 10 років позбавлення волі. Реабілітований у 1989 році.                                                                                     |
| 4 | Таланчук Петро Ількович       | нар. 1898, уродженець села Тура Перемишлянського району, українець, освіта початкова. Проживав у Шапіївці, колгоспник. Постановою НКВС СРСР 10 вересня 1937 року засуджений до розстрілу. Вирок виконано 14 грудня 1937 року. Місце поховання невідомо. Реабілітованій у 1989 році військовою прокуратурою КВО. |
| 5 | Чеберяк Лаврентій Ничипорович | нар. 1887, уродженець Шапіївки, українець, неписьменний. Проживав у Шапіївці, селянин-одноосібник. Особливою Нарадою при Колегії ДПУ УСРР 30 листопада 1931 року засуджений до виселення на 3 роки за межі України (умовно). Реабілітований у 1989 році.                                                        |
| 6 | Чорнодід Гнат Данилович       | нар. 1882, уродженець Шапіївки, українець, малописьменний. Проживав у Шапіївці, селянин-одноосібник. Особливою Нарадою при Колегії ДПУ УСРР 21 січня 1933 року засуджений до 3 років позбавлення волі. Реабілітований у 1989 році.                                                                              |
| 7 | Щеглюк Каленик Іванович       | нар. 1892, уродженець Шапіївки, українець, малописьменний. Проживав у Шапіївці, колгоспник. Трійкою при УНКВС по Київській області 11 жовтня 1937 року засуджений до розстрілу. Вирок виконано 23 жовтня 1937 року. Місце поховання невідомо. Реабілітований у 1989 році.                                       |
| 8 | Щеглюк Мусій Порфирійович     | нар. 1891, уродженець Шапіївки, українець, освіта незакінчена вища. Проживав у Києві, бухгалтер-ревізор українського товариства сліпих. Особливою Нарадою при НКВС СРСР 28 вересня 1938 року засуджений до 8 років позбавлення волі. Реабілітований у 1989 році.                                                |

Під час німецько-радянської війни участь у бойових діях брали чимало місцевих жителів, з них 147 осіб нагороджені орденами і медалями.
У 1970-х роках у Шапіївці знаходилася центральна садиба колгоспу імені XXI з'їзду КПРС. Працювала восьмирічна школа, бібліотека і клуб.

## Населення

### Мова
Розподіл населення за рідною мовою за даними перепису 2001 року:
| Мова       | Кількість | Відсоток |
| ---------- | --------- | -------- |
| українська | 452       | 99.34%   |
| російська  | 3         | 0.66%    |
| Усього     | 455       | 100%     |

## Економіка
Економічний сектор села представлений ФГ «Добробут» і ТОВ «Агрофірма „Шапіївка“».

## Соціальна сфера
У селі діють загальноосвітня школа I–II ступенів, культоосвітні заклади та фельдшерсько-акушерський пункт.

## Пам'ятки
У Шапіївці знаходиться братська могила воїнів Радянської армії, які загинули в роки Німецько-радянської війни.

## Відомі люди
- Дзера Олександр Васильович — український правник, доктор юридичних наук, професор.